# الکس تر اوست
الکس تر اوست (به انگلیسی: Alex ter Avest) (زادهٔ ۱۵ فوریه ۱۹۹۳) بازیگر آمریکایی است.
از فیلم‌های معروف او می‌توان به بازی در فیلم سلول اشاره کرد.